# ...Happy Record Store Day!
...Happy Record Store Day! és un EP que va publicar la banda estatunidenca Weezer el 17 d'abril de 2010 com a promoció del Record Store Day. Està format per diverses cançons en directe, col·laboracions i versions.

## Llista de cançons
| Núm.          | Títol                                                                             | Composició             | Durada |
| ------------- | --------------------------------------------------------------------------------- | ---------------------- | ------ |
| 1.            | «I'm Your Daddy» (featuring Kenny G)                                              | Rivers Cuomo, Dr. Luke | 3:22   |
| 2.            | «(If You're Wondering If I Want You To) I Want You To» (featuring Sara Bareilles) | Cuomo, Butch Walker    | 3:24   |
| 3.            | «Why Bother» (directe a Tribeca)                                                  | Cuomo                  | 2:19   |
| 4.            | «Brain Stew» (versió de Green Day)                                                | Billie Joe Armstrong   | 3:19   |
| 5.            | «Buddy Holly» (directe acústic a Nova York)                                       | Cuomo                  | 2:56   |
| Durada total: | Durada total:                                                                     | Durada total:          | 15:16  |

## Personal
- Brian Bell − guitarra, veus addicionals, teclats
- Rivers Cuomo − cantant, guitarra, teclats
- Scott Shriner − baix, veus addicionals, teclats
- Patrick Wilson − bateria, guitarra, veus addicionals